# Roodkeelmiertangare
De roodkeelmiertangare (Driophlox fuscicauda) is een zangvogel uit de familie Cardinalidae (kardinaalachtigen).

## Verspreiding en leefgebied
Deze soort telt 6 ondersoorten:
- D. f. salvini: van oostelijk Mexico tot El Salvador.
- D. f. insularis: Yucatán (zuidoostelijk Mexico) en noordelijk Guatemala.
- D. f. discolor: noordoostelijk, centraal en oostelijk Nicaragua.
- D. f. fuscicauda: van zuidelijk Nicaragua tot westelijk Panama.
- D. f. willisi: centraal Panama.
- D. f. erythrolaema: noordelijk Colombia.